# Schöngrundsee
Der Schöngrundsee ist ein 1943 künstlich angelegtes Stillgewässer im bayerischen Regierungsbezirk Oberfranken südlich von Pottenstein im Talgrund des Weihersbaches.

## Geographie
Der See liegt einen Kilometer südlich von Pottenstein auf 373 Meter über NHN. Er erstreckt sich entlang der Bundesstraße 470 über einen halben Kilometer nach Süden, bis etwa 300 Meter vor den Eingang zur Teufelshöhle, einer 1922 erschlossenen Schauhöhle westlich unterhalb von Elbersberg. Gespeist wird er vom Weihersbach, der dort ein 70 Meter tiefes Tal in den Fränkischen Jura eingekerbt hat.

## Geschichte
Im Herbst 1942 wurde auf der Bernitz-Hochebene die Ausbildungskompanie der SS-Karstwehr unter der Führung des Standartenführers Hans Brand stationiert.
1943 stauten über 700 Zwangsarbeiter unter Aufsicht der SS-Rekruten den Weihersbach als sogenannten Wasserübungsplatz zum Schöngrundsee auf. 
Nach dem Ende des Zweiten Weltkrieges bis in die 1960er und 1970er Jahre wurde der Schöngrundsee zunächst eher als großer Forellenzuchtteich wahrgenommen. Das Areal sprach sich dann in den 1980er Jahren als naherholerischer Geheimtipp herum und entwickelte sich ab Anfang der 1990er Jahre zunehmend zu einer kommerziellen touristischen Nutzung.

## Heute
Der See wird heute intensiv touristisch und als Naherholungsgebiet genutzt. Alle Uferteile sind über Pfade ganzjährig frei zugänglich und als Landschaftsschutzgebiet Fränkische Schweiz-Veldensteiner Forst ausgewiesen. Rad-, Walking- und markierte Wanderwege führen unmittelbar am See vorbei.
Das Gewässer ist enorm fischreich; das Baden und Angeln/Fischen ist allerdings verboten. Die Wasserwacht ist nicht vor Ort. Am Nordufer gibt es einen saisonal bewirtschafteten Bootsverleih und einen Kiosk mit Cafeteria.
Im Winter wird der See zum Eislaufen und Eisstockschießen genutzt.
An der Stauwurzel des Sees sowie am nördlichen Abfluss stehen befestigte unbewachte Parkplätze zur Verfügung.

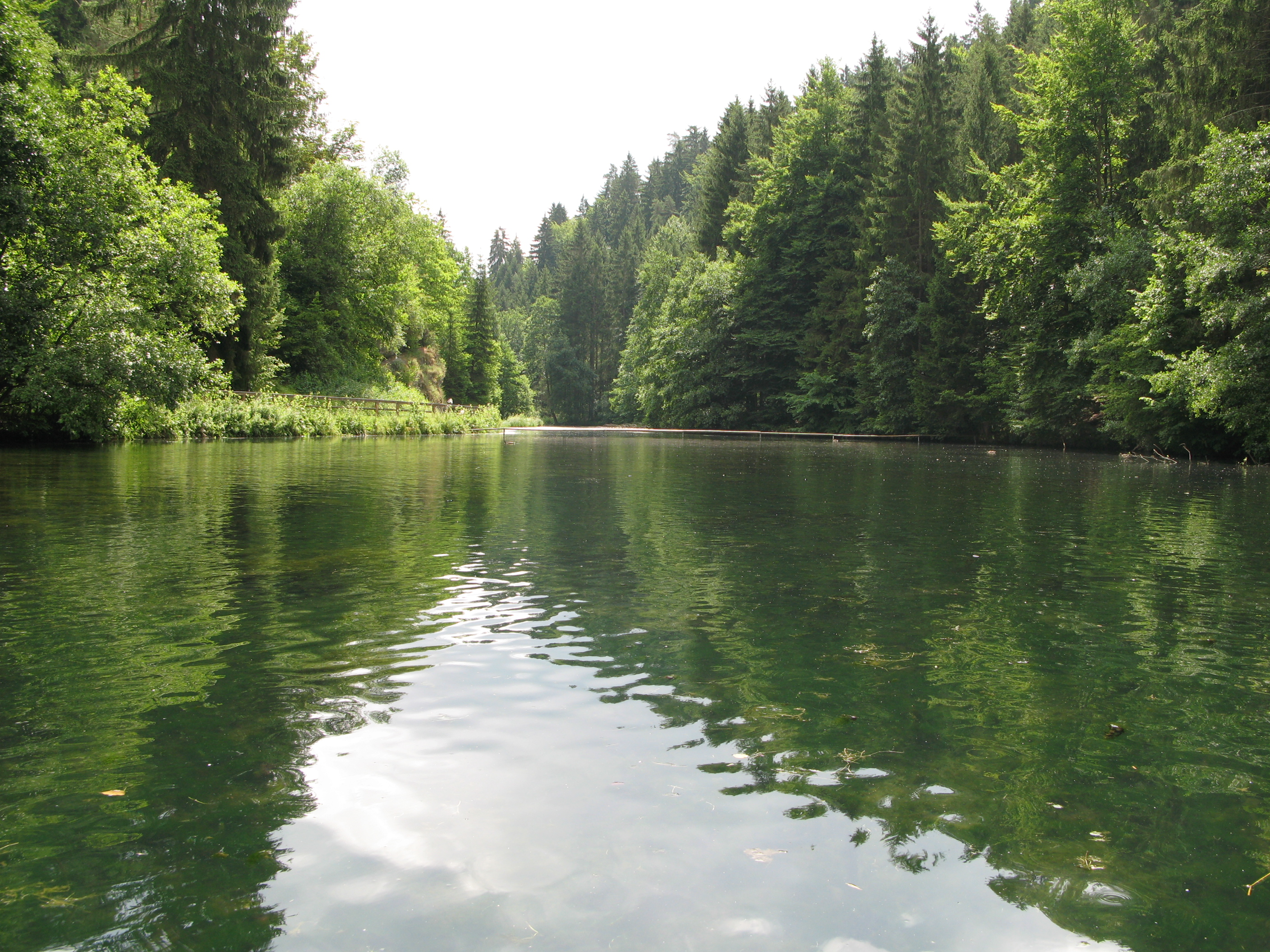
Schöngrundsee von Norden
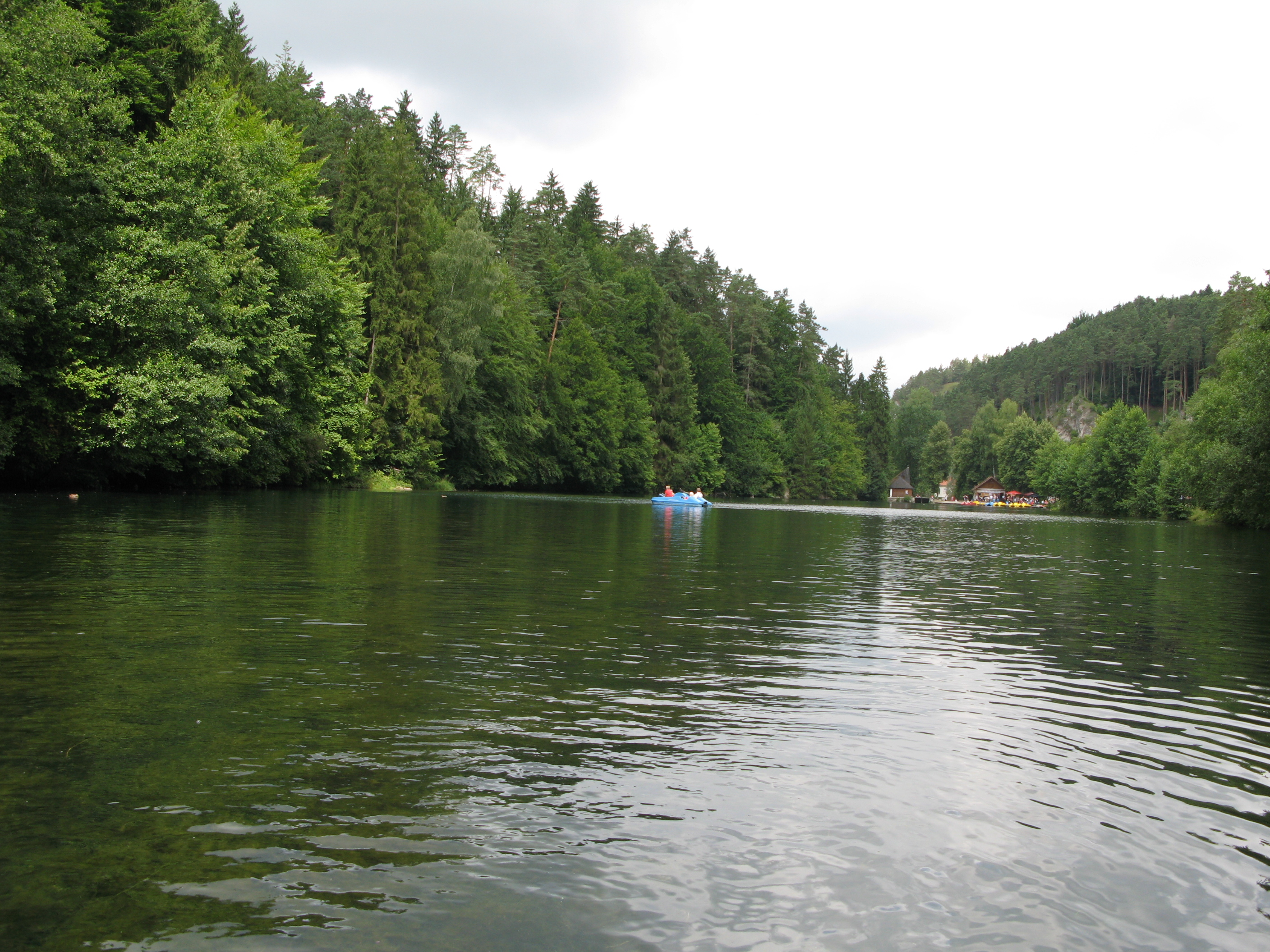
Schöngrundsee von Süden (mit Tretboot)